# ساراووت ماسوك
ساراووت ماسوك (بالتايلندية: ศราวุฒิ มาสุข)‏ (3 يونيو 1990 في تايلاند - ) هو لاعب كرة قدم تايلندي في مركز جناح ‏. شارك مع منتخب تايلاند تحت 20 سنة لكرة القدم ومنتخب تايلاند لكرة القدم. أما مع النوادي، فقد لعب مع نادي موانغتونغ يونايتد وBBCU F.C. ‏ ونادي باثوم يونايتد وNakhon Ratchasima F.C. ‏ وNakhon Sawan F.C. ‏ وChamchuri United F.C. ‏.

## وصلات خارجية
- ساراووت ماسوك على موقع قاعدة بيانات كرة القدم.إي يو (الإنجليزية)
- ساراووت ماسوك على موقع ناشيونال فوتبول تيمز (الإنجليزية)
- ساراووت ماسوك على موقع Soccerway.com (الإنجليزية)
- ساراووت ماسوك على موقع عالم كرة القدم.نت (الإنجليزية)